# Can Bou (Ullastret)
|  | Per a altres significats, vegeu «Can Bou (El Papiol)». |

Can Bou és una casa al municipi d'Ullastret inclosa en l'Inventari del Patrimoni Arquitectònic de Catalunya. Es tracta d'una gran casa pairal de tres plantes, organitzada en quatre crugies, fruit de modificacions i afegitons diversos en el transcurs dels segles XVII i xviii. Presenta la particularitat de tenir el primer pis a nivell del sòl exterior del pati que queda darrere l'edifici; la planta baixa, a causa del desnivell natural del terreny, és en part guanyada artificialment. Les diverses obertures, arquitravades, tenen llindes datades del segle xvi (1570) a la primera meitat del XVIII (1732). A la portada de la façana principal, al carrer major, h i ha aquesta inscripció en caràcters encara gòtics:
Al mateix mur, al primer pis hi ha aquestes dates: 1638, 1655 (amb una creu), 1633(i una creu amb peanya) i en una altra finestra: "Fran. Co Bou/ciu.da 1732". En una terrassa del costat sud hi ha una porta datada el 1629 i a la façana posterior una altra del 1633. el ràfec de la teulada és decorat amb diferents motius populars. A l'interior, als baixos la crugia de la teulada és decorat amb diferents motius populars. A l'interior, als baixos la crugia oriental és en ruïna i a la part restant hi ha espais amb volta de pedra morterada i de bigam; hi resta una arcada mig tapiada, fora d'ús. A la planta noble hi ha molts compartiments; hi destaca la sala major, no molt gran, la cuina i una altra estança que té una llar coronada per un gran escut heràldic dels Bou en alt -relleu, amb motlluratge abarrocat. És notable un artesanat quelcom malmès i, en part, reparat. l'edifici es construí amb rebles i morter lligant les cantonades amb carreuada.